# Jacksfilms
John Patrick "Jack" Douglass (Columbia, 30 de junho de 1988), mais conhecido como jacksfilms, é um youtuber, streamer, cinegrafista e comediante americano. Douglass iniciou sua carreira online em 2006, posteriormente estudando na American University, onde se formou em cinema. Seu canal no YouTube consistia inicialmente em paródias de infomerciais, esquetes e vídeos musicais, e desde então se ramificou para outras áreas de conteúdo.

## Vida pessoal e início
John Patrick Douglass nasceu em Columbia, Maryland, em 30 de junho de 1988, filho de David Douglass e Donna Douglass, e tem ascendência principalmente irlandesa. Ele tem duas irmãs mais velhas, Eileen e Kathleen. Durante o ensino médio começou a desenvolver o amor pela música, aprendendo a tocar trompa e piano. Em maio de 2006, durante o último ano do ensino médio, ele criou pequenas esquetes em vídeo para um trabalho escolar, o que o levou a decidir criar filmes. No mês seguinte, ele começou a usar o YouTube e a enviar vídeos. Depois de terminar o ensino médio, Douglass frequentou a American University, onde se formou em cinema e teoria musical.

## Carreira no YouTube

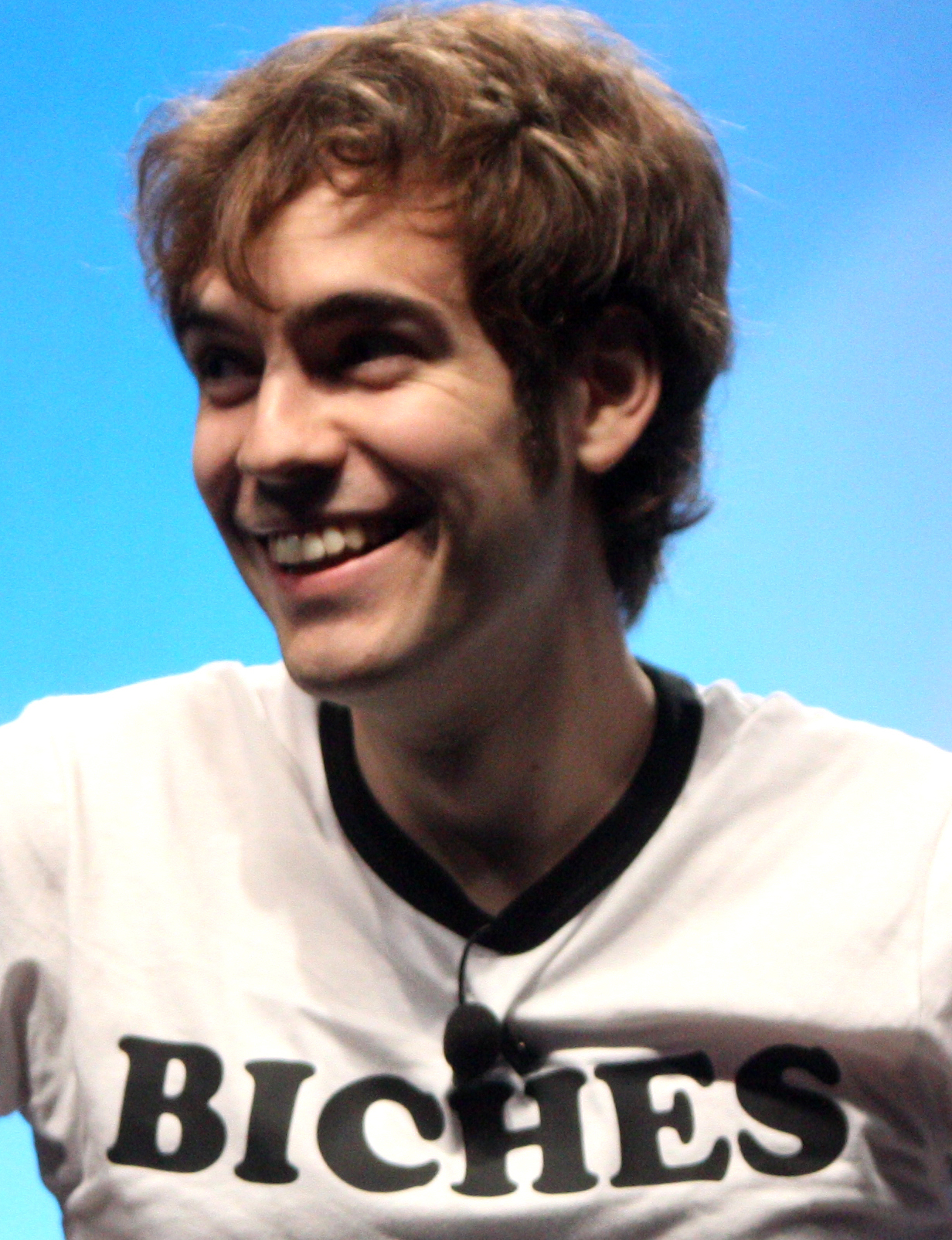
Douglass na VidCon 2012

### Início de carreira
Douglass lançou seu principal canal no YouTube jacksfilms em 26 de junho de 2006. Ele enviou "The WTF Blanket (Snuggie Parody)" em 22 de janeiro de 2009, que é o seu vídeo mais visto em novembro de 2023, acumulando mais de 25,7 milhões de visualizações. Muitos dos primeiros vídeos de Douglass eram paródias, muitas vezes sobre infomerciais e celulares da Apple ou Samsung.

### Your Grammar Sucks(2011–2014)
Em 20 de junho de 2011, Douglass iniciou a série Your Grammar Sucks (YGS), zombando de comentários da internet com excessivos erros gramaticais e ortográficos. Your Grammar Sucks acabaria sendo o catalisador que impulsionou a popularidade de Douglass no YouTube e, em 27 de junho de 2013, o canal jacksfilms alcançou 1 milhão de inscritos; esse número chega a 6,14 milhões em stodos os eus canais do YouTube em novembro de 2023. Em 2014, o canal jacksfilms de Douglass foi listado na lista da NewMediaRockstars dos 100 principais canais do YouTube, classificado em 54º lugar.

### Yesterday, I Asked You(2015–2023)
Douglass criou a websérie Yesterday, I Asked You (YIAY) em 2015, que o envolve fazendo várias perguntas ao público e lendo suas respostas favoritas. Ao longo de 2016 e 2017, Douglass lançou uma série de paródias comerciais de celulares, sobre a primeira geração do iPhone SE, Galaxy S8, e iPhone X. Essas paródias receberam atenção da mídia da CNET e Kotaku. Em 15 de abril de 2018, Douglass ganhou o Shorty Award 2018 de YouTuber do ano.
Depois que Douglass fez vídeos zombando de Emoji: O Filme, ele recebeu um pacote da equipe de marketing do filme em 20 de julho de 2017, agradecendo-lhe por ser "o fã [nº 1] de Emoji: O Filme". Eles o convidaram para a estreia mundial em 23 de julho e enviaram mercadorias relacionadas ao Emoji: O Filme.
Douglass lançou uma campanha no Kickstarter para YIAY: The Board Game em 28 de outubro de 2020, transformando os formatos de vídeo do YIAY em um jogo de tabuleiro que combinava o formato Cartas Contra A Humanidade com questões temáticas do YIAY.
Em 4 de janeiro de 2021, Douglass anunciou YIAY TIME: The Game Show, um novo programa do YouTube Originals. Ele estreou no dia seguinte, 5 de janeiro de 2021, gratuitamente no canal de Douglass no YouTube. Em 17 de maio de 2022, Douglass e Galvanic Games lançaram Be Funny Now!, um jogo de festa online gratuito para iOS, Android e Steam, onde os jogadores competem para responder às perguntas da maneira mais engraçada possível. Em 8 de novembro de 2022, o jogo recebeu uma atualização 2.0, que introduziu um sistema de votação renovado.

### Discussão com SSSniperWolf (2022–presente)
Desde 2022, Douglass critica a YouTuber Alia "Lia" Shelesh, mais conhecida online como SSSniperWolf, por seu conteúdo de vídeos de reação. As críticas de Douglass se originaram do fato de Shelesh usar vídeos virais do TikTok sem atribuição. Douglass também caracterizou seu comentário como "extremamente básico" e não suficientemente transformador para ser qualificado como uso justo. Douglass criou o canal JJJacksfilms e começou a enviar vídeos reagindo ao conteúdo de Shelesh. Em resposta, Shelesh fez várias postagens nas redes sociais acusando Douglass de sexismo e de roubo de seu conteúdo.
Em 14 de outubro de 2023, Douglass acusou Shelesh de perseguição e doxxing depois que ela postou informações sobre a residência de Douglass online, inclusive gravando um vídeo de si mesma do lado de fora da casa dele no Instagram. Cerca de uma semana depois, o YouTube desmonetizou temporariamente todo o canal de Shelesh, escrevendo: “ações fora da plataforma que colocam em risco a segurança pessoal de outras pessoas prejudicam nossa comunidade e o comportamento de ambos os lados não é o que queremos no YouTube. Espero que todos ajudem a levar essa conversa para um lugar melhor." Esta resposta foi amplamente criticada, tanto pela demora da resposta como por usar uma linguagem de "ambos os lados", expressão que muitos alegaram ser a culpabilização da vítima. Além disso, muitos pediram que Shelesh fosse retirada da plataforma, dizendo que a desmonetização, especialmente temporária, não era uma resposta suficiente. Em 20 de outubro de 2023, Shelesh emitiu um pedido de desculpas a Douglass, sua base de fãs e à comunidade mais ampla do YouTube, na forma de uma postagem no Twitter.
Em 4 de novembro de 2023, Douglass postou um vídeo no YouTube sobre a situação. Ele revelou que ele e sua esposa estavam "muito mal, para dizer o mínimo", e disse que eles estavam com medo de sair de casa após o doxxing, e que estavam pensando em se mudar. Ele também agradeceu a seus fãs pelo apoio após o incidente de doxxing e revelou seus planos de reaproveitar o canal JJJacksfilms. Ele afirmou que os espectadores poderiam enviar-lhe conteúdo através de um formulário do Google, e que ele reagiria a ele, dando críticas e conselhos construtivos para melhorar seu conteúdo, além de marcar um Bingo com base no que aconteceu no vídeo. Ele continuou a enfatizar a importância de creditar os criadores, fornecendo hiperligações para vídeos enviados e apenas reagindo a vídeos aos quais ele tinha permissão para reagir.